# Johannisbeeren
Die Johannisbeeren (bundesdeutsches Hochdeutsch, auch in Vorarlberg) oder Ribiseln (österreichisches Schriftdeutsch, auch in Bayern und Südtirol; Ribes), im Schweizerdeutschen (Meer-)Trübeli oder Ribiseli (weitere Namen siehe unten), sind die einzige Pflanzengattung in der Familie der Stachelbeergewächse (Grossulariaceae). Sie umfasst die im Deutschen als Johannisbeere bzw. Ribisel und Stachelbeere bezeichneten Arten. Einige Arten und ihre Sorten werden als Beerenobst, andere als Zierpflanzen genutzt.

## Beschreibung

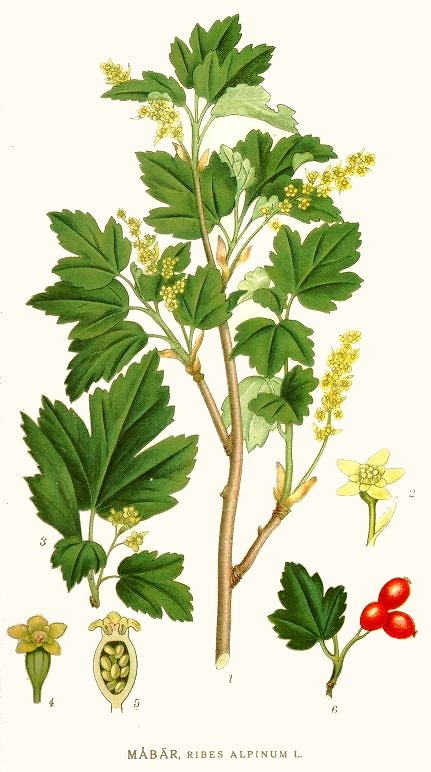
Illustration der Alpen-Johannisbeere (Ribes alpinum)

### Vegetative Merkmale
Bei den Ribes-Arten handelt es sich um meist laubabwerfende, selten immergrüne (Ribes viburnifolium) oder fast immergrüne (Ribes speciosum ) Sträucher, die Wuchshöhen von 1 bis 1,5 Meter erreichen, oder selten kleine Bäume. Wenige Arten leben als Epiphyten. Meist sind Kurz- und Langtriebe ausgebildet. Ein Teil der Arten ist mit Dornen bewehrt. Die Knospen besitzen papierartige bis krautige Schuppen; in ihnen sind die Blätter meist gefaltet. Die wechselständig und spiralig oder selten zu mehreren zusammengefassten, an den Zweigen angeordneten Laubblätter sind in Blattstiel und Blattspreite gegliedert. Die Blattspreite ist einfach (Ribes speciosum, Ribes viburnifolium), oft drei- bis fünffach gelappt; bei einigen Arten besitzen sie einen auffälligen Geruch. Nebenblätter fehlen meist.

### Generative Merkmale
Es werden meist einfache, traubige, fast sitzende doldige oder schirmtraubige Blütenstände gebildet, bei einigen Arten ist der Blütenstand auf ein bis wenige Blüten reduziert. Unter jeder Blüte befinden sich zwei Tragblätter.

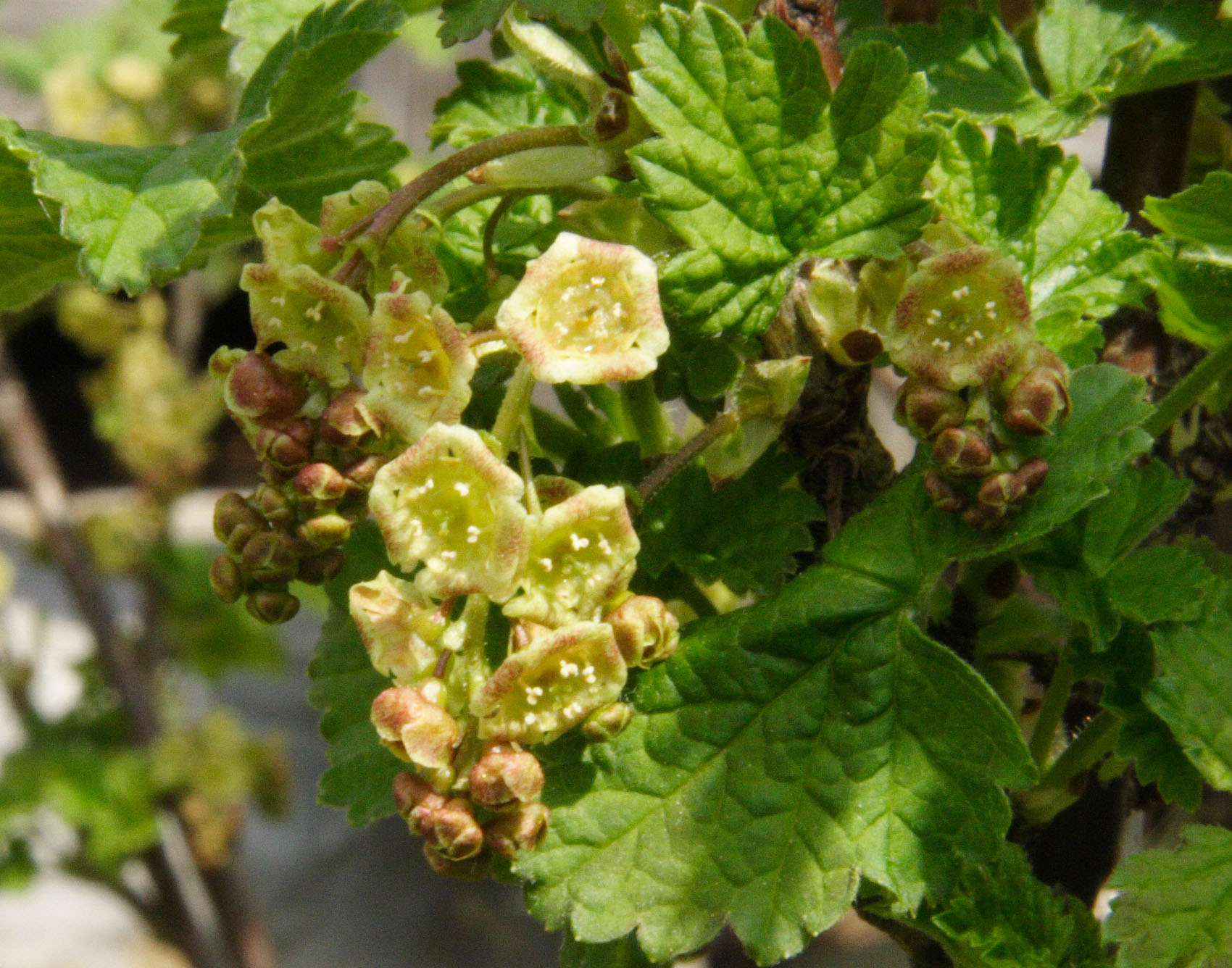
Blütenstand der Roten Johannisbeere (Ribes rubrum)

Die Blüten sind zwittrig oder eingeschlechtig; wenn die Blüten eingeschlechtig sind (beispielsweise Ribes diacanthum ), dann sind die Pflanzen zweihäusig getrenntgeschlechtig (diözisch). Es ist ein freier Blütenbecher (Hypanthium) vorhanden. Es ist nur ein Kreis mit vier oder fünf fertilen Staubblättern vorhanden. Die radiärsymmetrischen Blüten sind vier- oder fünfzählig im Grundsatz mit doppelten Perianth. Die vier bis fünf, meist kronblattartigen, grünlichen, weißen, gelben, von rosafarben über rot bis purpurfarbenen Kelchblätter sind untereinander und mit der Basis des Fruchtknotens verwachsen. Die Kelchlappen sind aufrecht oder zurückgebogen. Es sind vier oder fünf grünliche, weiße, gelbe, von rosafarben über rot bis purpurfarbene Kronblätter vorhanden oder sie fehlen bei manchen Arten. Es ist nur der äußere Kreis mit vier bis fünf fertilen Staubblättern vorhanden. Bei funktional weiblichen Blüten sind die Staubblätter steril. Zwei Fruchtblätter sind zu einem meist unterständigen, selten halbunterständigen, einfächerigen Fruchtknoten verwachsen und enthalten viele Samenanlagen. Bei männlichen Blüten kann ein Gynözeum rudimentär vorhanden sein. Der Griffel ist zweilappig oder sogar bis zur Hälfte seiner Länge zweigeteilt. Es ist ein prominenter, relativ dicker, dunkelroter, purpurfarbener oder gelber Diskus vorhanden, oder er ist prominent und grünlich. Die Bestäubung erfolgt durch Insekten (Entomophilie). Lang- und kurzrüsselige Bienen und Kolibris sind die häufigsten Bestäuber; die Blüten einiger Arten werden von Schmetterlingen besucht.

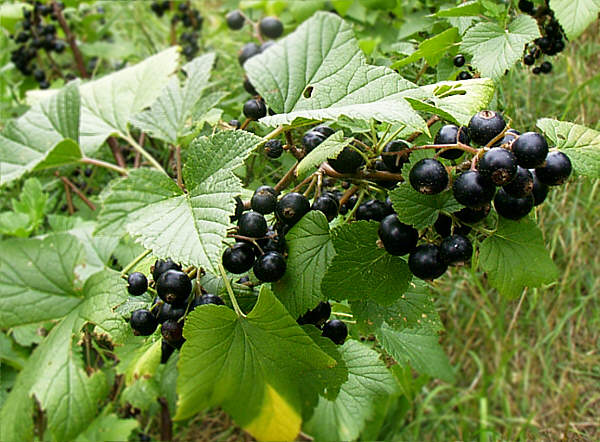
Fruchtstände der Schwarzen Johannisbeere (Ribes nigrum)

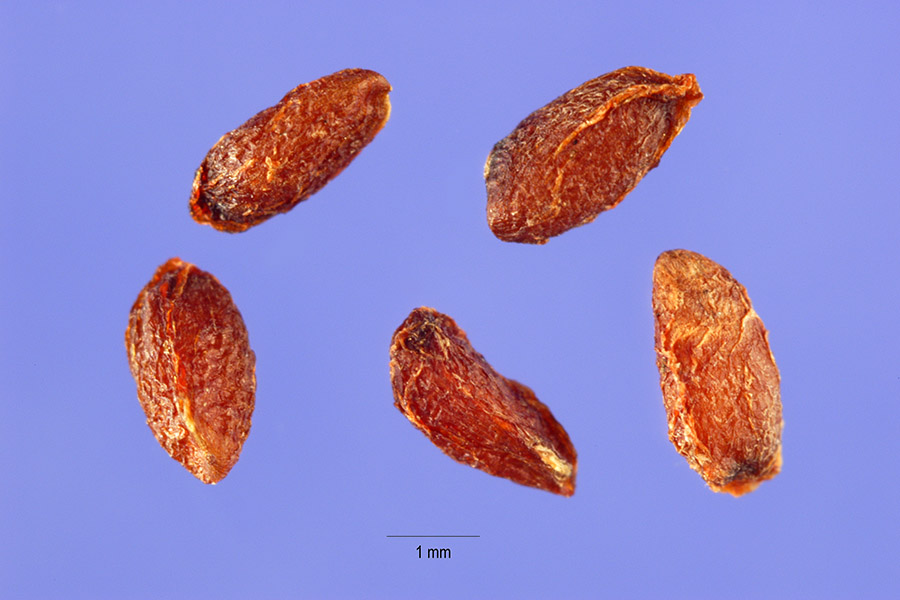
Samen der Gold-Johannisbeere (Ribes aureum)

Auf den saftigen Beeren ist der Kelch noch erhalten, und sie enthalten selten nur drei bis zehn, meist zehn bis hundert Samen. Die braunen bis schwarzen Samen enthalten Öl, aber keine Stärke. Die Testa und das viele Endosperm sind gelatinös. Der gerade Embryo ist zylindrisch und winzig.
Die Chromosomengrundzahl beträgt x = 8.

## Namen
Der Name „Johannisbeere“ leitet sich vom Johannistag (24. Juni) her, um den herum die ersten Sorten reif werden.
Die Bezeichnung „Ribiseln“, von lateinisch ribes, über das gleichlautende italienische Wort, stammt vom arabischen ribâs, einer im Libanon wachsenden Rhabarberart, was die mittelalterlichen Botaniker zu ribes veränderten.
Es existiert eine Vielzahl von weiteren, mitunter landschaftlichen Bezeichnungen für die Johannisbeere/Ribisel, darunter:
- „Aalbeere“ (Umbildung von „Alantbeere“[6], aufgrund eines alantähnlichen Geschmacks[7]),
- „Gichtbeere“ (aufgrund einer früheren Anwendung gegen Gicht[8]),
- „W(i)imele“ (um Aachen[9][10]).

In vielen rheinfränkischen und alemannischen Mundarten im Gebiet zwischen Lothringen im Westen, Untermain im Nordosten und der Schweiz im Süden finden sich Zusammensetzungen mit Traube/Träubel:
- im Saarland, der Pfalz und Südhessen Varianten von „Gehannstraube“, z. B. „Gehons-/Kans-/Kan(t)ztraube/-trauwe(l(e))“[14][15];
- in Nordbaden „Hanstreible“, in Südbaden „Hanstriibili“, „Sunnetribile“ und Varianten;[16]
- in Schwaben „Träuble“;[11]
- in der Deutschschweiz „Trübeli“[17] oder (vor allem um Bern[18]) „Meertrübeli“[19].

## Weltproduktion
2016 betrug die Welternte 655.000 Tonnen. Das Land mit der größten Johannisbeerenproduktion der Welt war Russland, das 52,7 % der weltweiten Ernte produzierte. Europa war für etwa 97,5 % der Welternte verantwortlich.
Die zehn größten Johannisbeeren-Produzenten waren 2016:
| Produktionsland        | Menge in t | % der Weltproduktion |
| ---------------------- | ---------- | -------------------- |
| Russland               | 345.049    | 52,7                 |
| Polen                  | 166.110    | 25,4                 |
| Ukraine                | 24.500     | 3,7                  |
| Deutschland            | 13.992     | 2,1                  |
| Vereinigtes Königreich | 11.353     | 1,7                  |
| Neuseeland             | 10.733     | 1,6                  |
| Dänemark               | 9.890      | 1,5                  |
| Ungarn                 | 3.056      | 0,5                  |
| Aserbaidschan          | 2.805      | 0,4                  |
| Niederlande            | 1.867      | 0,3                  |
| Welt                   | 655.030    | 100                  |

## Systematik und Verbreitung

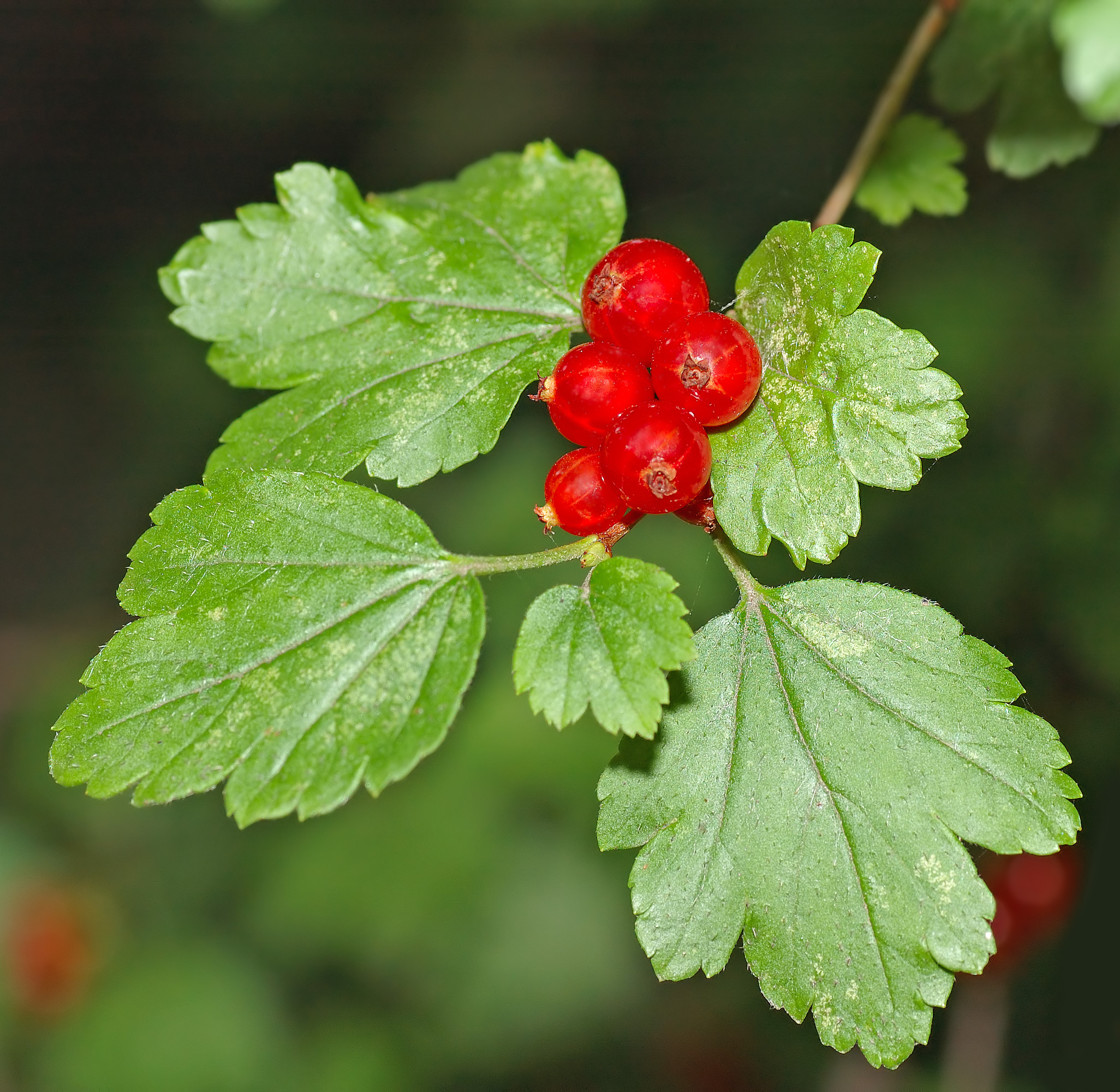
Untergattung Berisia Sektion Berisia: Alpen-Johannisbeere (Ribes alpinum)

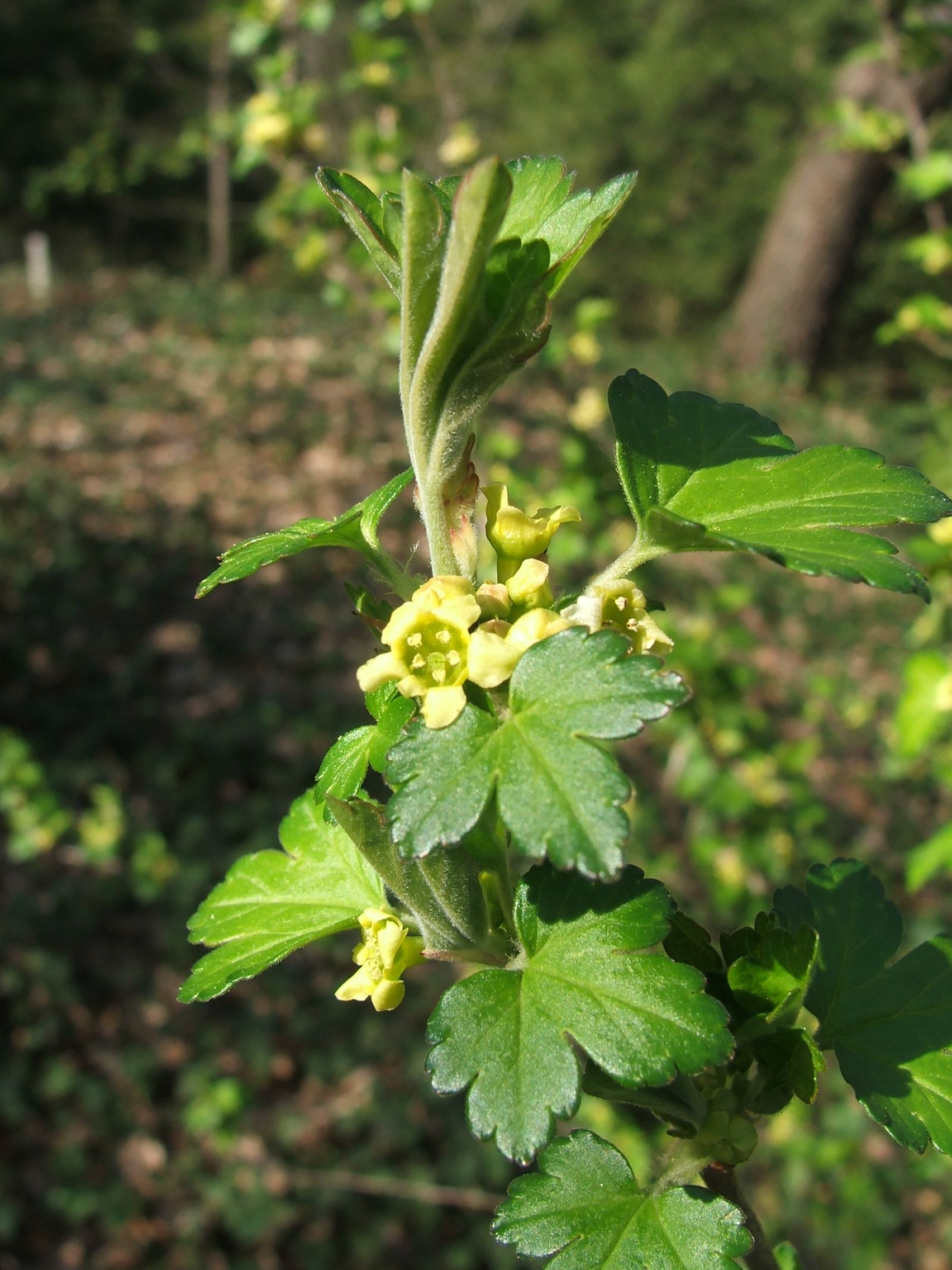
Untergattung Berisia Sektion Hemibotrya: Ribes fasciculatum var. chinense

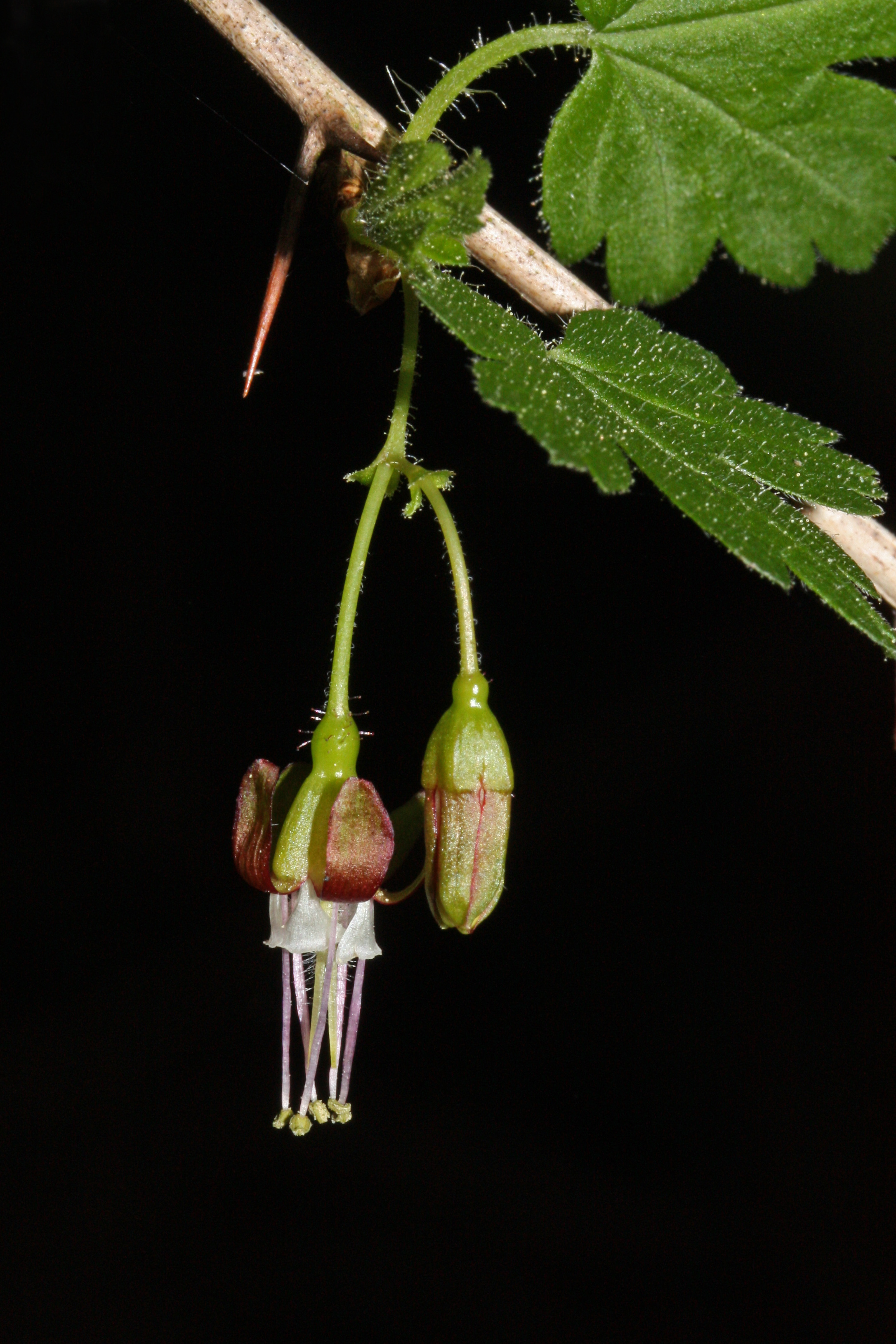
Untergattung Grossularia Sektion Grossularia: Blüten der Oregon-Stachelbeere (Ribes divaricatum var. divaricatum) mit zurückgekrümmten Kelchblättern

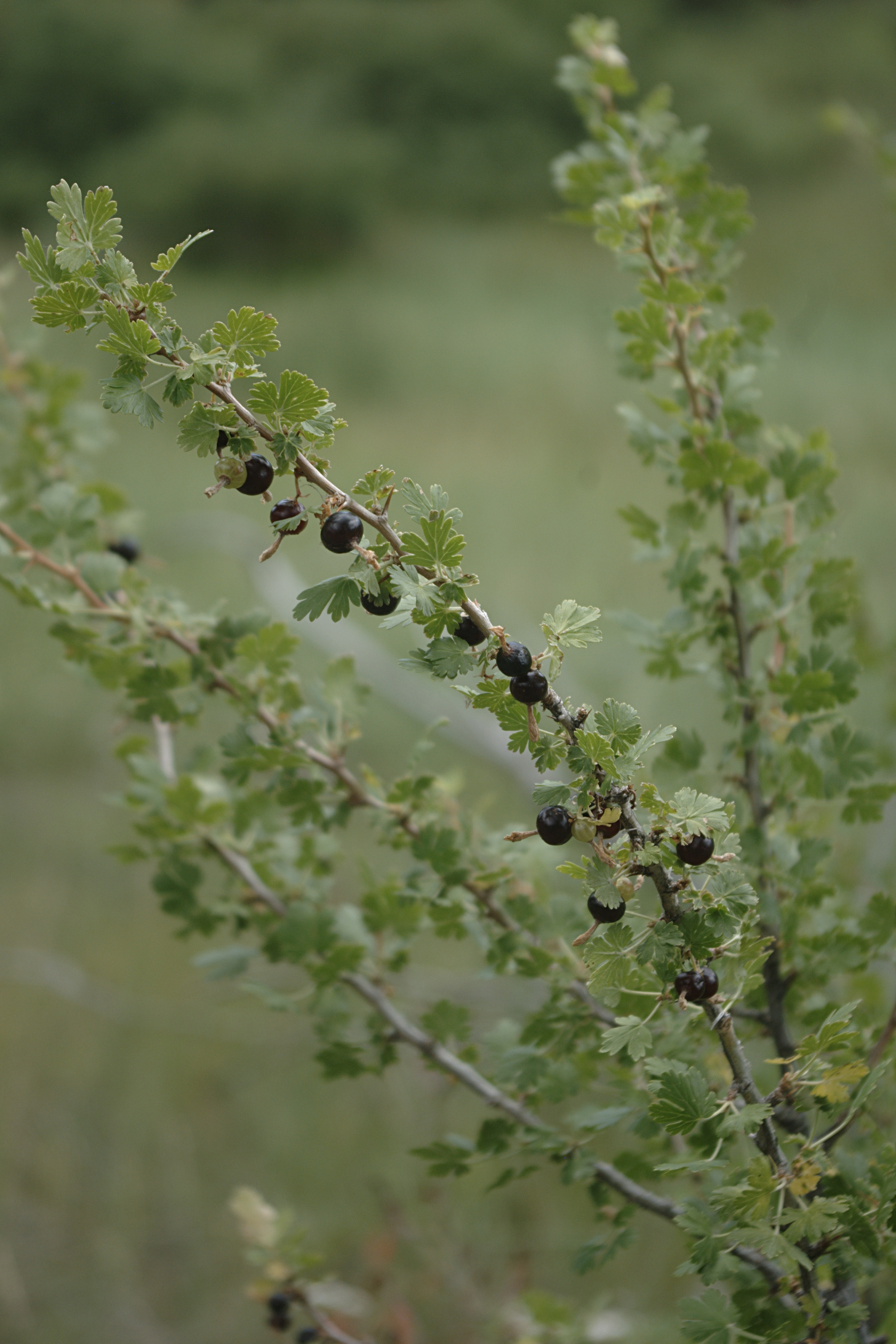
Untergattung Grossularia Sektion Grossularia: Früchte der Zartblütigen Stachelbeere (Ribes leptanthum)

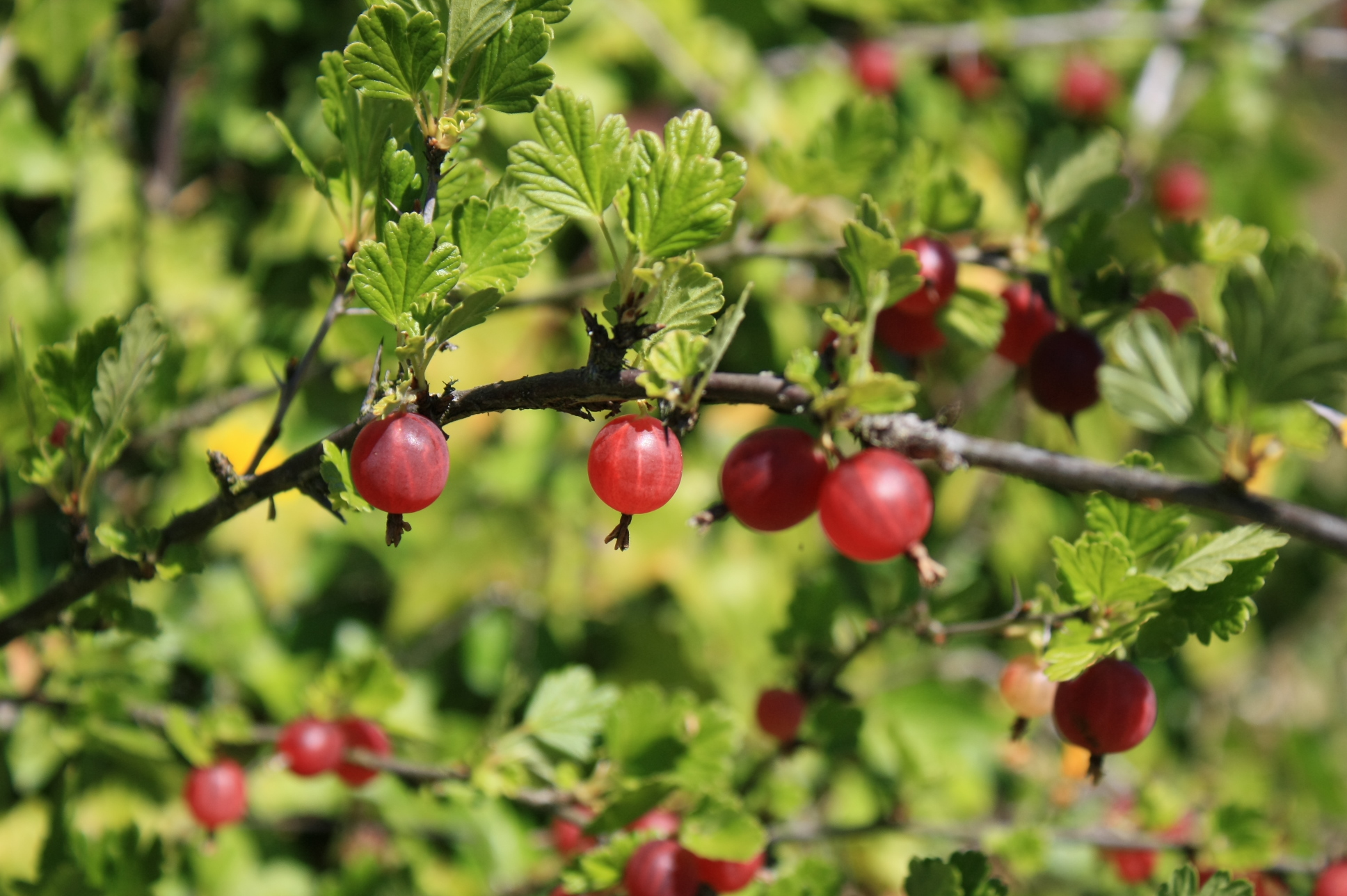
Untergattung Grossularia Sektion Grossularia: Stachelbeere (Ribes uva-crispa)

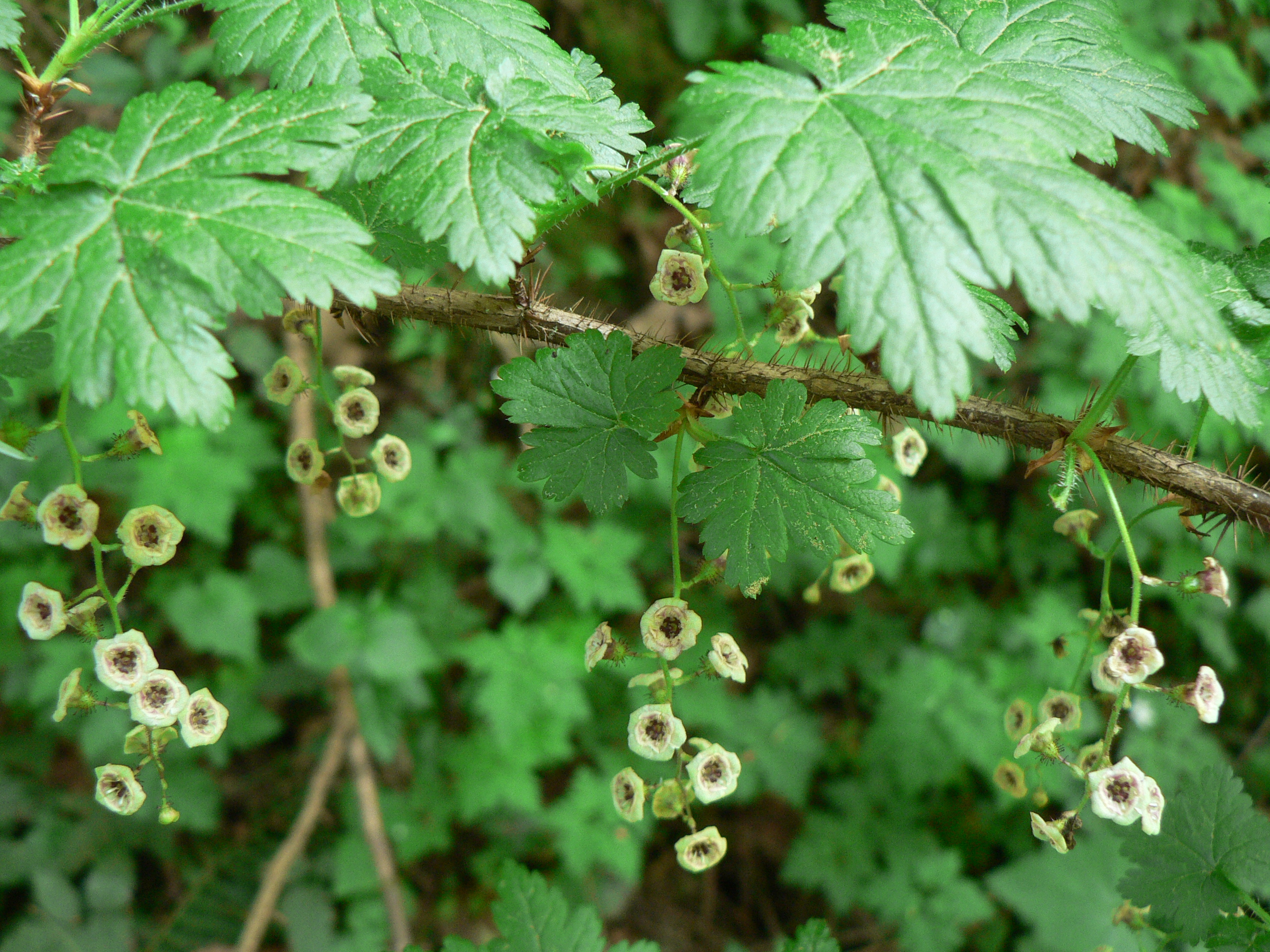
Untergattung Grossularioides: Sumpf-Stachelbeere (Ribes lacustre)

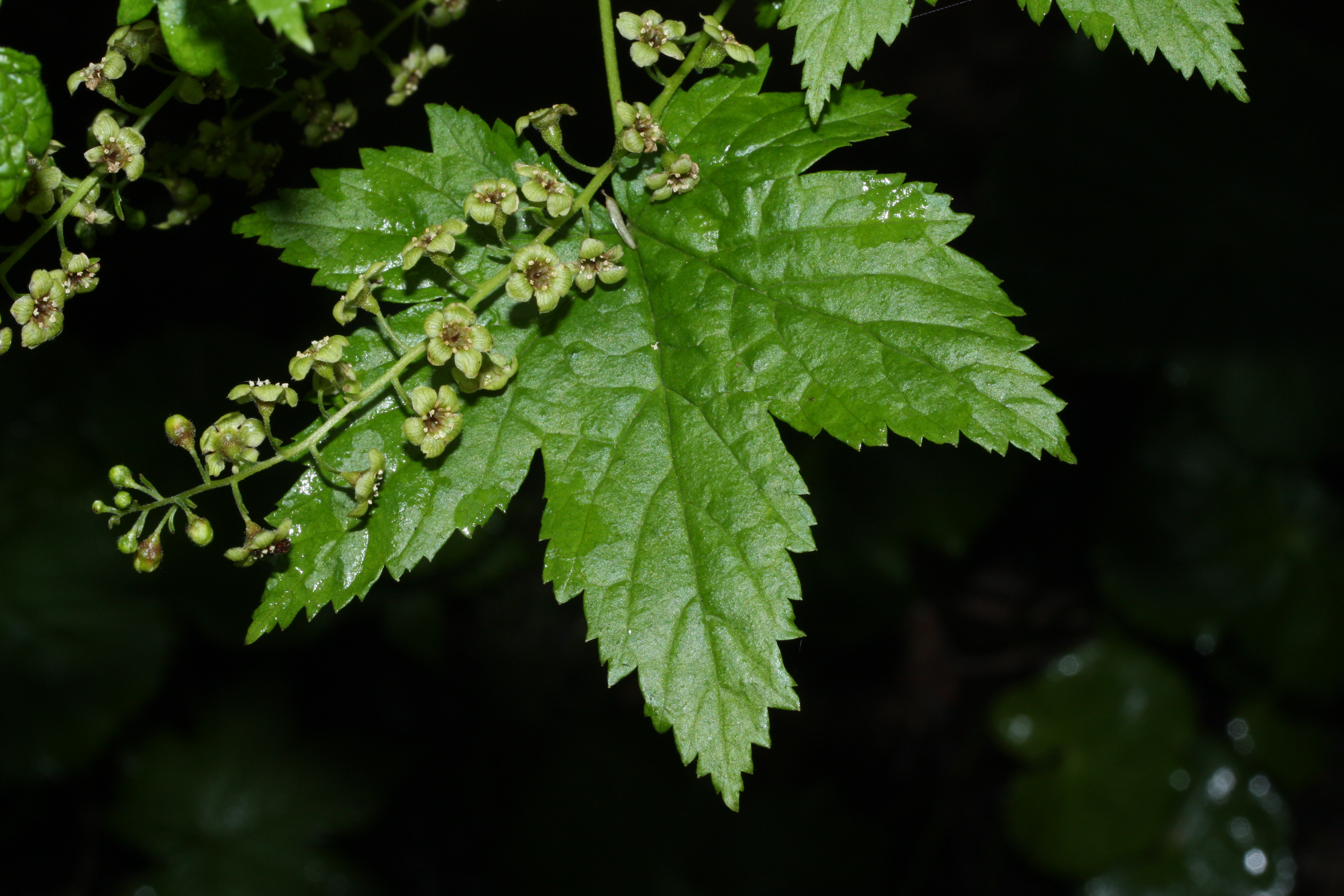
Untergattung Ribes Sektion Botrycarpum: Ribes bracteosum

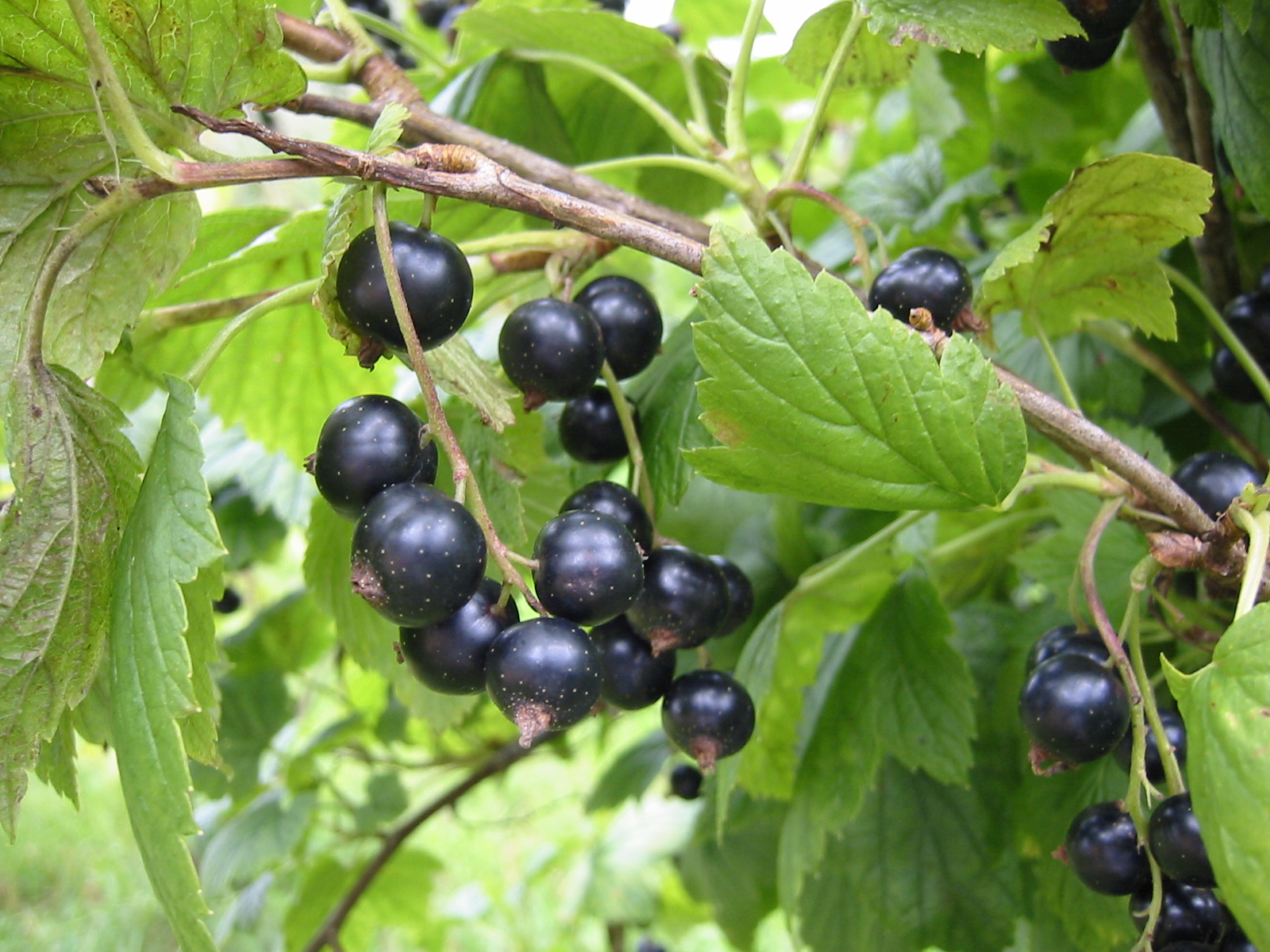
Untergattung Ribes Sektion Botrycarpum: Schwarze Johannisbeere (Ribes nigrum)

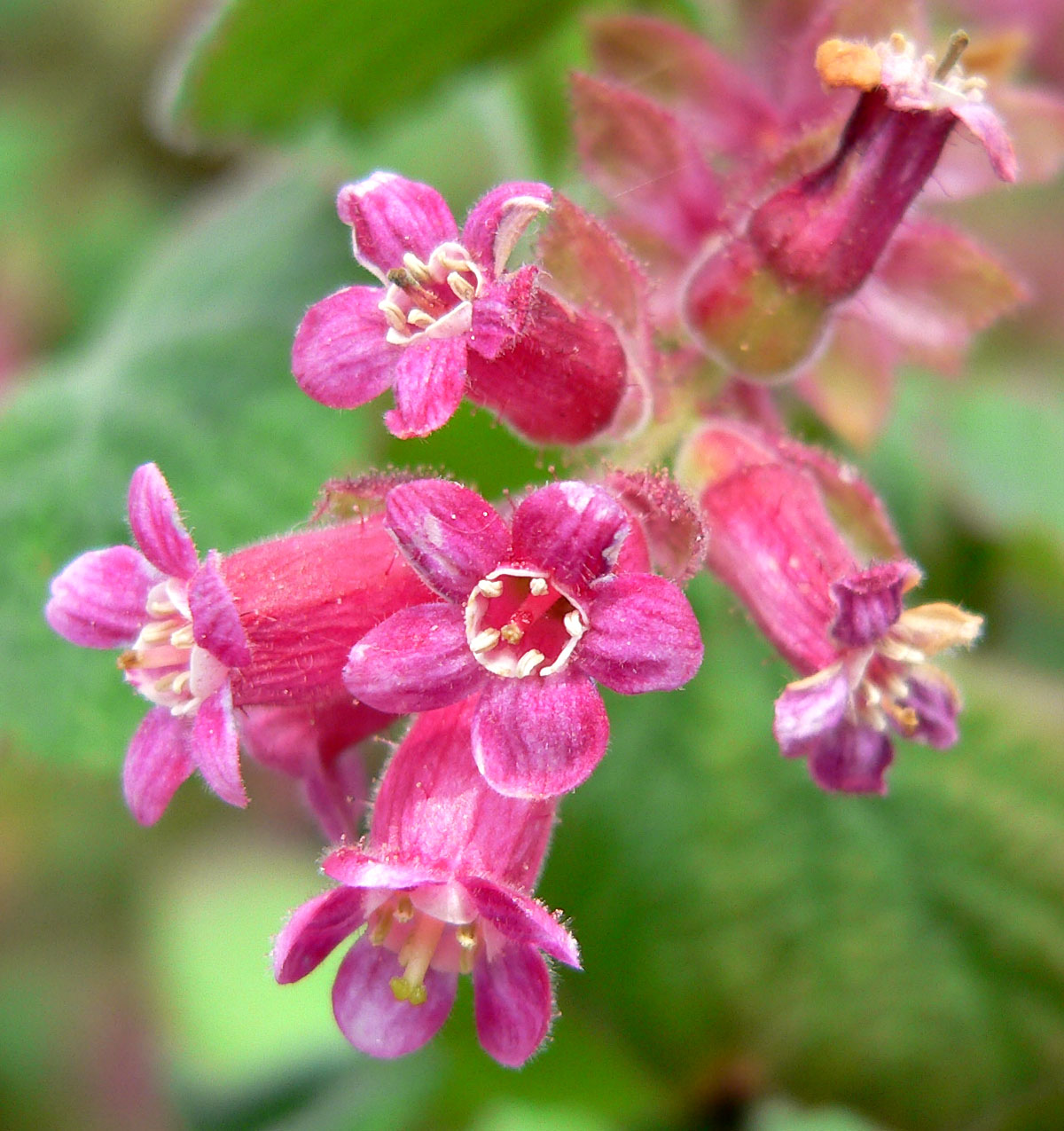
Untergattung Ribes Sektion Calobotrya: Ribes malvaceum var. viridifolium

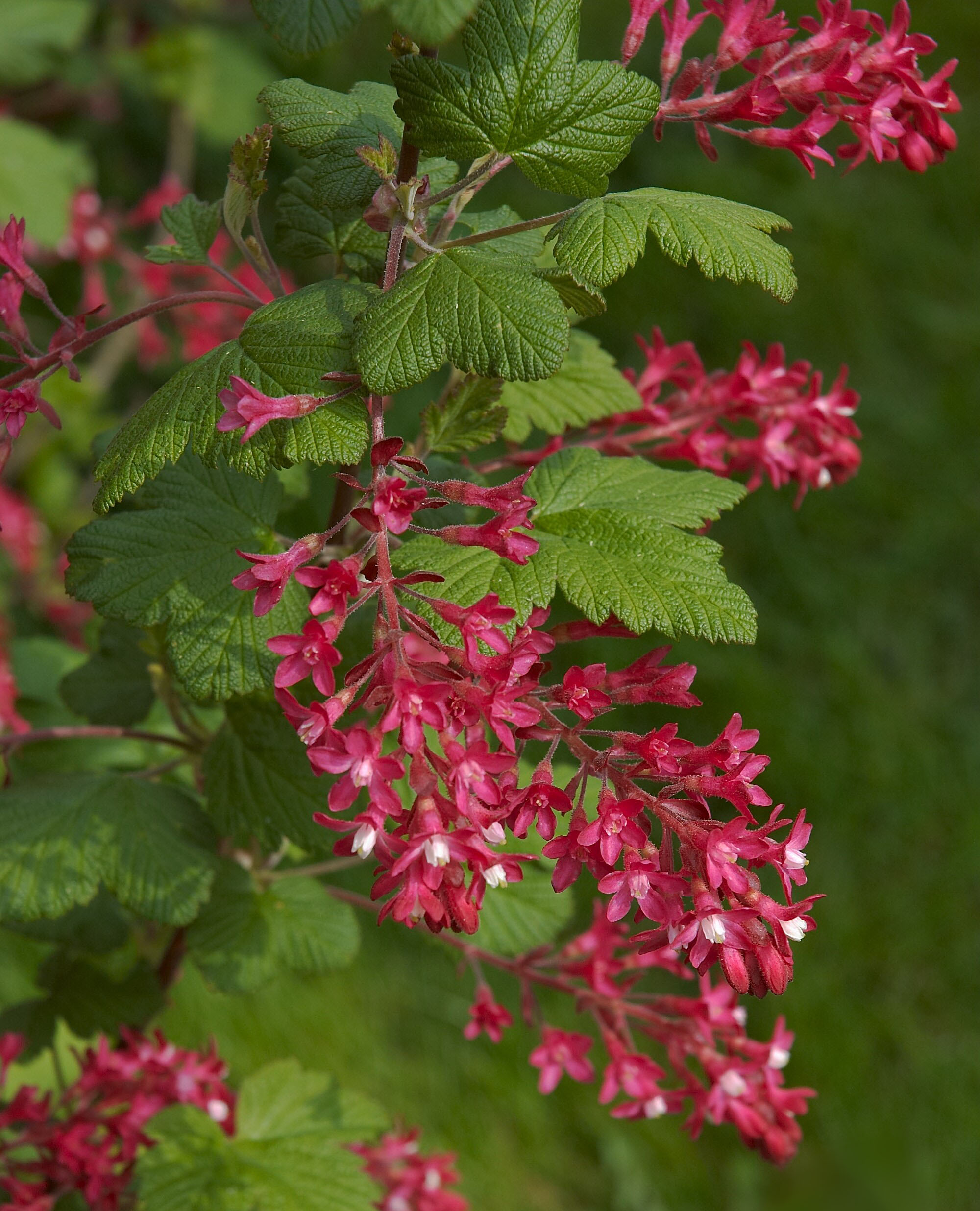
Untergattung Ribes Sektion Calobotrya: Blut-Johannisbeere (Ribes sanguineum)

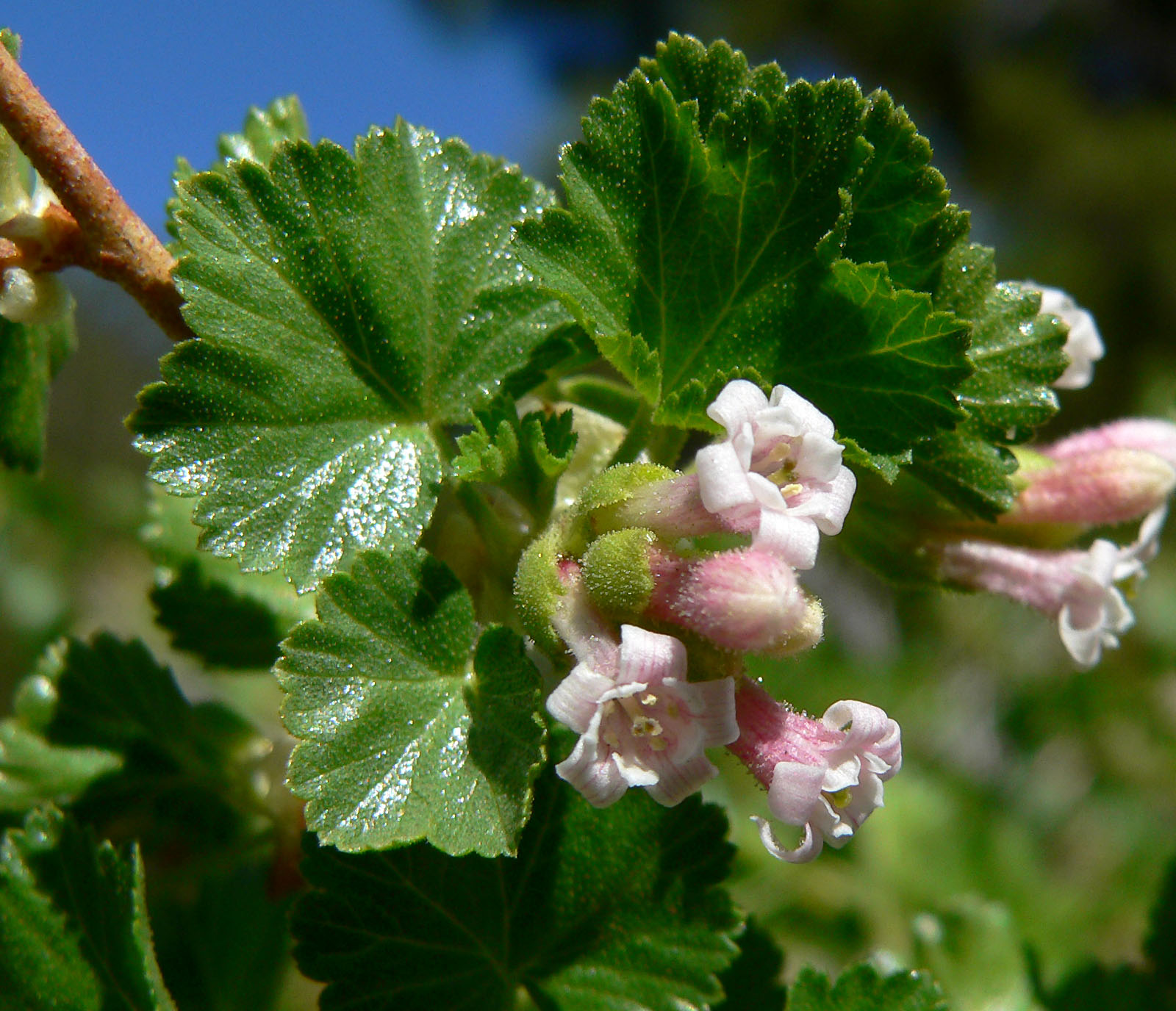
Untergattung Ribes Sektion Cerophyllum: Ribes cereum var. cereum

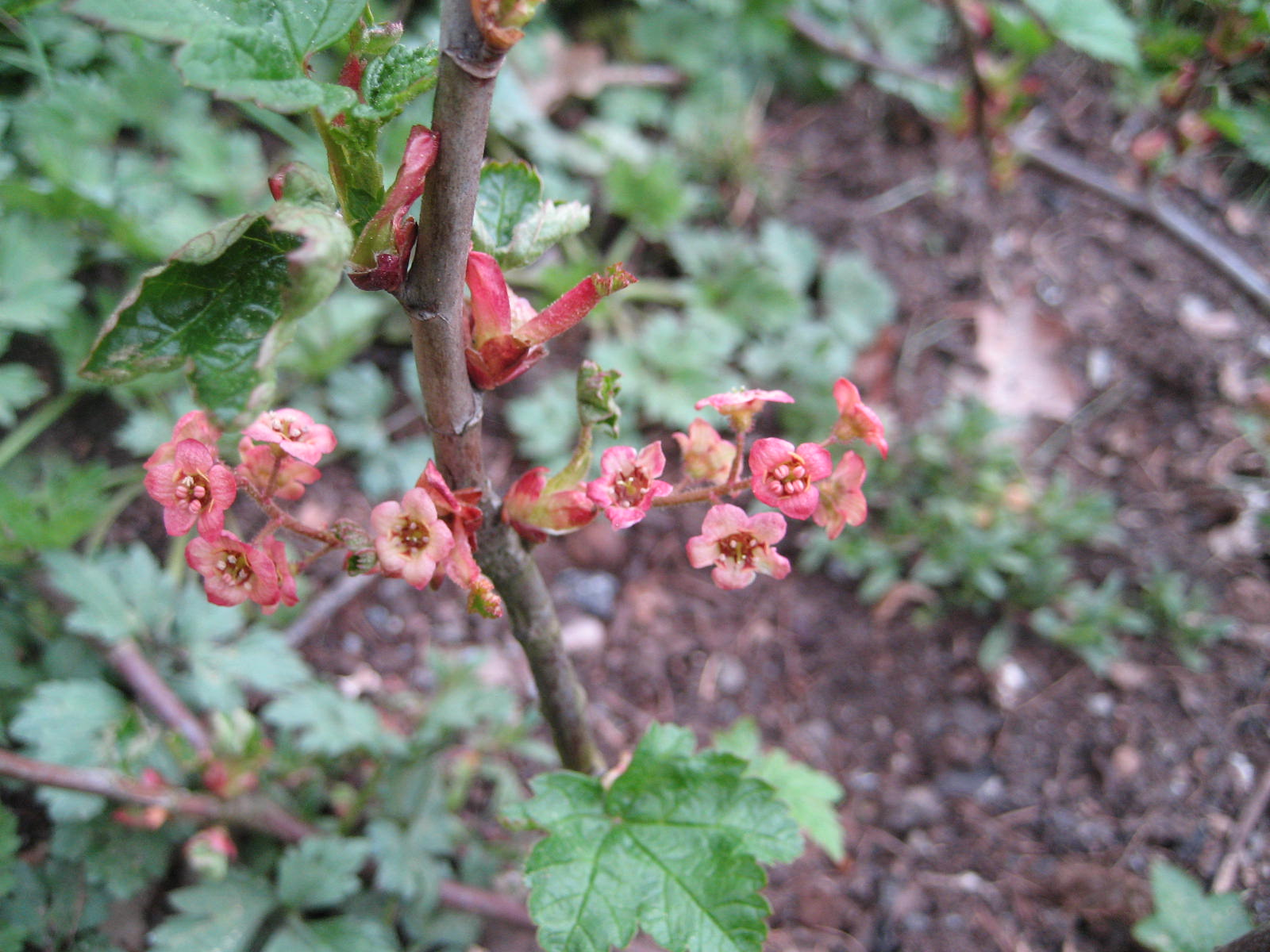
Untergattung Ribes Sektion Heritiera: Blütenstände von Ribes laxiflorum

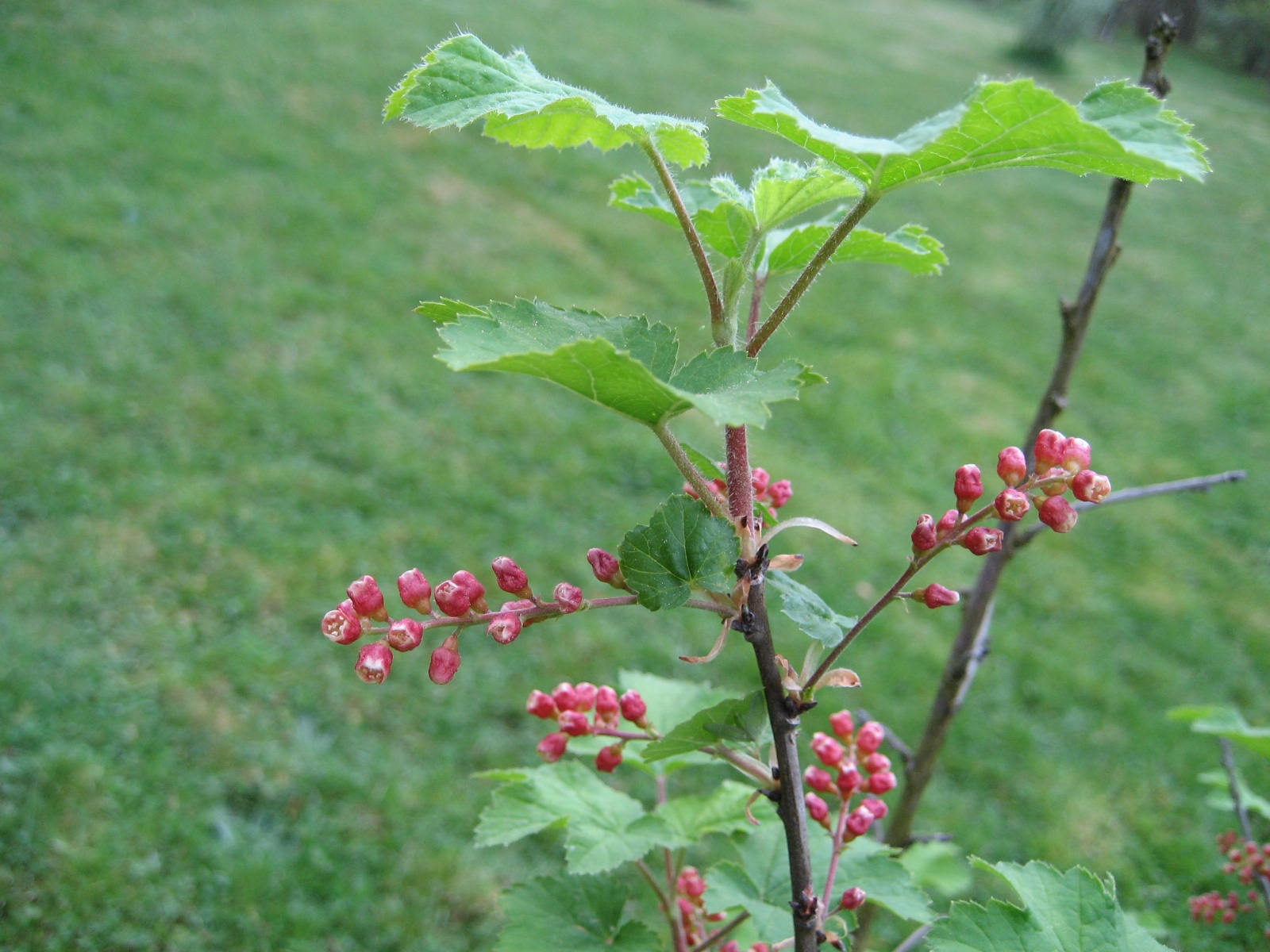
Untergattung Ribes Sektion Ribes: Blütenstände von Ribes meyeri

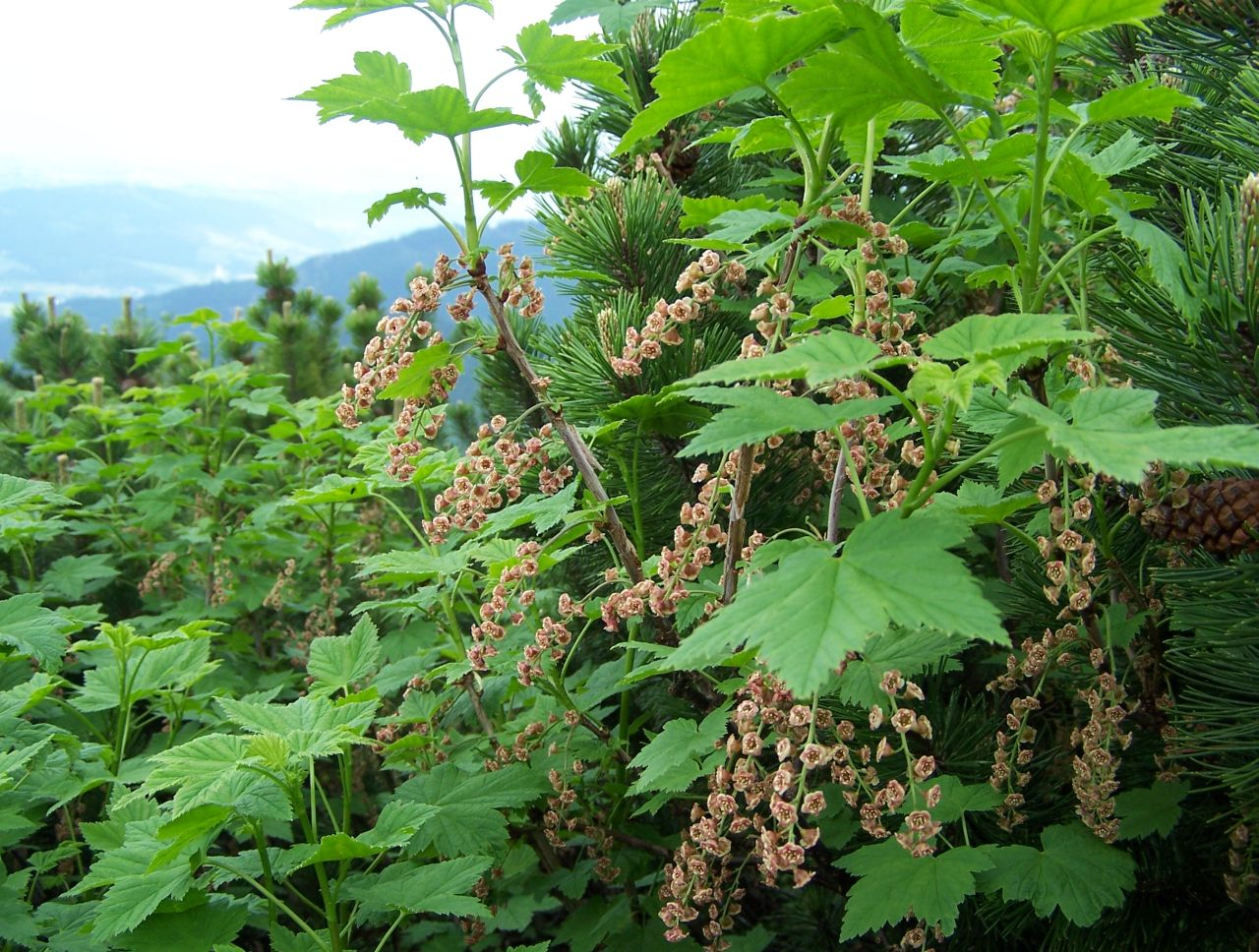
Untergattung Ribes Sektion Ribes: Felsen-Johannisbeere (Ribes petraeum)

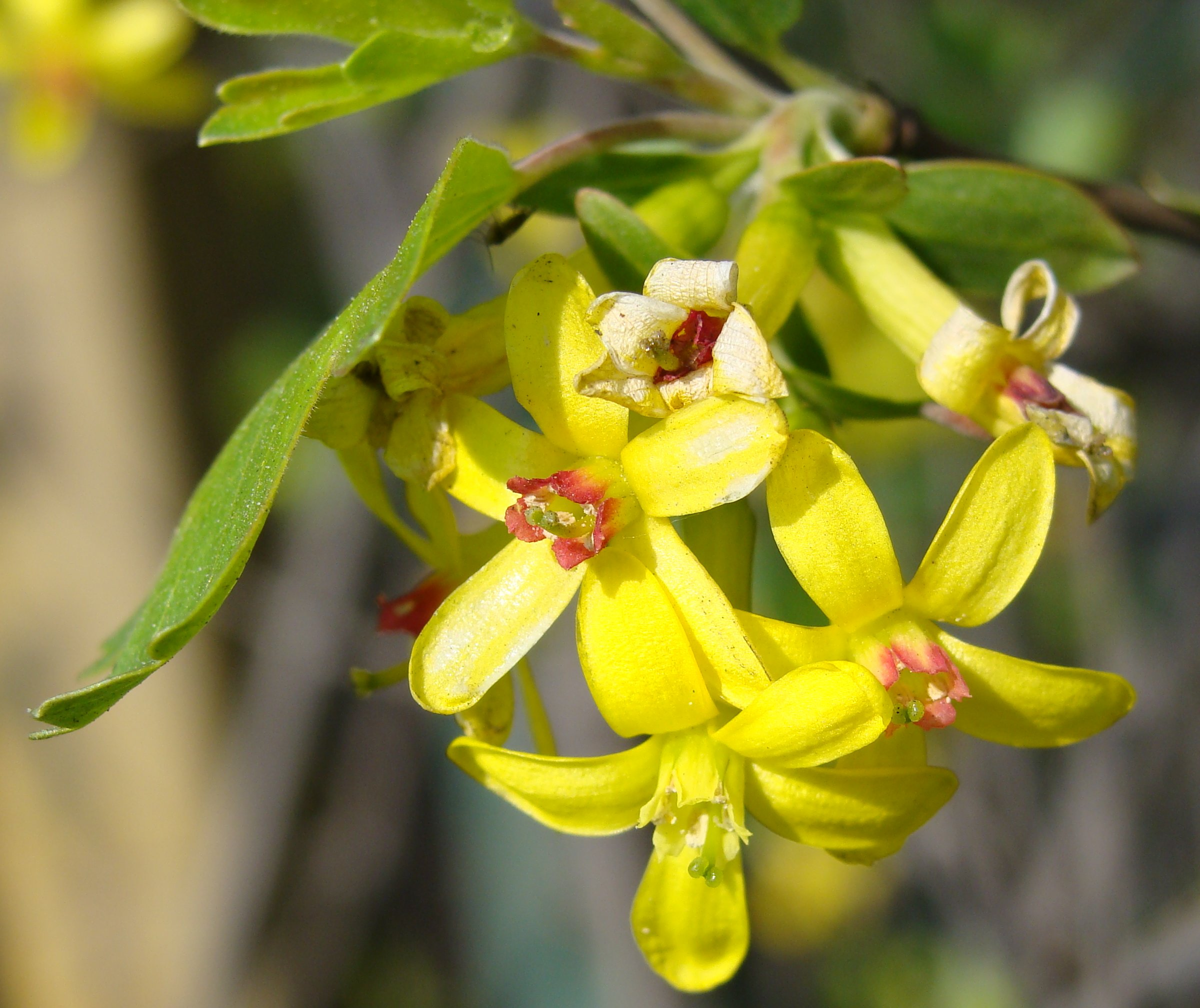
Untergattung Ribes Sektion Symphocalyx: Gold-Johannisbeere (Ribes aureum)

Die Familie Grossulariaceae wurde 1805 von Augustin-Pyrame de Candolle in Flore Française, Troisième Édition, 4(2), S. 405 aufgestellt. Die Typusgattung Grossularia Mill. wurde 1754 von Philip Miller in The Gardeners Dictionary … Abridged …, 4. Auflage mit der Typusart Grossularia hirsuta Mill. veröffentlicht. Einige der noch bei A. Cronquist 1981 in die Grossulariaceae eingegliederte Gattungen mit Kapselfrüchten bilden heute eigene Familien: Itea als Iteaceae und Escallonia Mutis ex L. f. als Escalloniaceae.
Der Gattungsname Ribes wurde 1753 von Carl von Linné in Species Plantarum, 1, S. 200–202 erstveröffentlicht. Typusart ist die Ribes rubrum L. Synonyme für Ribes L. sind: Botrycarpum A. Rich., Botryocarpium Spach, Calobotrya Spach, Cerophyllum Spach, Chrysobotrya Spach, Coreosma Spach, Grossularia Mill., Liebichia Opiz, Rebis Spach, Ribesium Medik., Rolsonia Rchb.
Die Gattung Ribes wird in Untergattungen und Sektionen gegliedert, hier jeweils mit einer Auswahl an Arten:
- Untergattung Berisia:
  - Sektion Berisia:
    - Ribes affine Kunth: Sie kommt in Mexiko vor.[22]
    - Alpen-Johannisbeere (Ribes alpinum L., Syn.: Ribes dioicum Moench), Heimat: Europa, Kaukasusraum
    - Ribes armenum Pojark.: Sie kommt in Armenien vor.[22]
    - Ribes brachybotrys (Wedd.) Jancz.: Sie kommt in Bolivien und in Peru vor.[22]
    - Ribes cuneifolium Ruiz & Pav.: Sie kommt in Peru vor.[22]
    - Ribes fontaneum Bochkarn.: Sie kommt in der Region Primorje in Ostasien vor.[22]
    - Ribes glaciale Wall.: Sie kommt in Pakistan, Indien, Nepal, Bhutan und in China vor.[22]
    - Ribes heterotrichum C.A.Mey.: Sie kommt in Pakistan in Zentralasien, Sibirien und in Xinjiang vor.[22]
    - Ribes komarovii Pojark.: Sie kommt in China, Nordkorea und in der Region Primorje vor.[22]
    - Ribes laciniatum Hook. f. & Thomson (Syn.: Ribes tenue Jancz.): Sie kommt in Indien, Bhutan, Nepal, Myanmar und in China vor.[22]
    - Ribes luridum Hook. f. & Thomson: Sie kommt in Indien, Nepal, Bhutan, Sichuan und Yunnan vor.[22]
    - Ribes maximowiczianum Kom.: Sie kommt in Japan, Korea, in der Region Primorje und in China vor.[22]
    - Ribes maximowiczii Batalin, Heimat: Japan, Korea, China, Mandschurei
    - Ribes orientale Desf.: Die Art kommt in Europa in Griechenland vor[23], außerdem in Westasien, im Kaukasusgebiet, in Indien, Pakistan, Nepal, Bhutan und in China.[22]
    - Ribes vilmorinii Jancz.: Sie kommt in China vor.[22]

  - Sektion Davidia:
    - Ribes henryi Franch.: Sie kommt in den chinesischen Provinzen Hubei und Sichuan vor.[22]
    - Ribes laurifolium Jancz., Heimat: Nordchina

  - Sektion Diacantha:
    - Tienshan-Johannisbeere (Ribes diacanthum Pall.), Heimat: Ostsibirien, Mongolei, Mandschurei, Nordkorea
    - Ribes pulchellum Turcz.: Sie kommt in China, in der Mongolei und in Ostsibirien vor.[22]
    - Ribes saxatile Pall.: Sie kommt in Sibirien, in Kirgisistan und in der chinesischen Provinz Xinjiang vor.[22]

  - Sektion Hemibotrya:
    - Dolden-Johannisbeere (Ribes fasciculatum Siebold & Zucc.), Heimat: Japan, Korea, Nordchina
- Untergattung Grossularia (Mill.) Pers. (Stachelbeeren)
  - Sektion Grossularia (Mill.) Nutt.
    - Ribes aciculare Sm.: Sie kommt in Zentralasien, in der Mongolei, in Sibirien und in Xinjiang vor.[22]
    - Ribes alpestre Wall. ex Decne.: Sie kommt in Afghanistan, Pakistan, Indien, Nepal, Bhutan und in China vor.[22]
    - Ribes binominatum A.Heller: Sie kommt in Oregon und in Kalifornien vor.[22]
    - Ribes burejense F.Schmidt: Sie kommt in China, in der Mongolei, in Nordkorea und in Russlands Fernem Osten vor.[22]
    - Ribes curvatum Small: Sie kommt in den US-Bundesstaaten Oklahoma, Texas, Alabama, Arkansas, Georgia, Louisiana und Tennessee vor.[22]
    - Hunds-Stachelbeere (Ribes cynosbati L.; Syn.: Ribes gracile Michx.), Heimat: Kanada, USA
    - Oregon-Stachelbeere (Ribes divaricatum Douglas), Heimat: Kanada, USA
    - Ribes formosanum Hayata: Sie kommt auf Taiwan vor.[22]
    - Ribes hirtellum Michx., Heimat: Kanada, USA
    - Ribes inerme Rydb.: Sie kommt im westlichen Kanada und in den westlichen Vereinigten Staaten vor.[22]
    - Zartblütige Stachelbeere oder Colorado-Stachelbeere (Ribes leptanthum A.Gray), Heimat: USA (Colorado, Utah, New Mexico)
    - Ribes missouriense Nutt.: Sie kommt in den zentralen, nördlichen und östlichen US-Bundesstaaten vor.[22]
    - Schnee-Stachelbeere (Ribes niveum Lindl.), Heimat: USA
    - Manitoba-Stachelbeere (Ribes oxyacanthoides L.), Heimat: Kanada, USA
    - Arizona-Stachelbeere (Ribes pinetorum Greene): Sie kommt in den US-Bundesstaaten Arizona sowie New Mexico vor.
    - Ribes quercetorum Greene: Sie kommt in Arizona, Kalifornien und im nördlichen Mexiko vor.[22]
    - Ribes rotundifolium Michx.: Sie kommt in den östlichen Vereinigten Staaten vor.
    - Ribes sinanense F.Maek. (Syn.: Ribes grossularioides Maxim.): Sie kommt auf der japanischen Insel Honshu vor.
    - Ribes stenocarpum Maxim.: Sie kommt in den chinesischen Provinzen Gansu, Shaanxi, Sichuan und Qinghai vor.[22]
    - Stachelbeere (Ribes uva-crispa L., Syn.: Grossularia reclinata (L.) Mill., Ribes grossularia L., Ribes reclinatum L.), Heimat: Europa, Westasien, Nordwestafrika.[22]
    - Ribes velutinum Greene: Sie kommt in den westlichen Vereinigten Staaten vor.[22]
    - Ribes watsonianum Koehne: Sie kommt in Alberta, British Columbia, Oregon und Washington vor.[22]

  - Sektion Robsonia:
    - Ribes amarum McClatchie: Sie kommt in Kalifornien vor.[22]
    - Ribes californicum Hook. & Arn.: Sie kommt in zwei Varietäten in Kalifornien vor.[22]
    - Ribes echinellum (Coville) Rehder: Sie kommt in Florida und in South Carolina vor.[22]
    - Klebrige Strachelbeere (Ribes lobbii A.Gray), Heimat: Kanada, USA
    - Ribes menziesii Pursh: Sie kommt in Oregon und in Kalifornien vor.[22]
    - Ribes roezlii Regel: Sie kommt in Oregon, Nevada und in Kalifornien vor.[22]
    - Fuchsienblütige Johannisbeere (Ribes speciosum Pursh): Sie kommt in Kalifornien und im nördlichen Mexiko vor.[22]
    - Ribes thacherianum (Jeps.) Munz: Sie kommt in Kalifornien vor.[22]
- Untergattung Grossularioides
  - Ribes horridum Rupr.: Sie kommt in Hokkaido, in Nordkorea, in der chinesischen Provinz Jilin, in Sachalin und in der Region Primorje vor.[22]
  - Sumpf-Stachelbeere (Ribes lacustre (Pers.) Poir.; Syn.: Ribes grossularioides Michx. ex Steud., Ribes oxyacanthoides var. lacustre Pers.), Heimat: Alaska, Kanada, USA
    - Ribes montigenum McClatchie: Sie kommt in British Columbia und in den Vereinigten Staaten vor.[22]
- Untergattung Parilla:
  - Sektion Andina:
    - Ribes bolivianum Jancz.: Sie kommt in Bolivien und in Peru vor.[22]
    - Ribes cucullatum Hook. & Arn.: Sie kommt in Chile vor.[22]
    - Ribes gayanum (Spach) Steud. (Syn.: Rebis gayanum Spach, Ribes villosum Gay), Heimat: Chile
    - Ribes incarnatum Wedd.: Sie kommt in Bolivien und in Peru vor.[22]
    - Ribes lehmannii Jancz.: Sie kommt in Ecuador vor.[22]
    - Ribes pentlandii Britton: Sie kommt in Bolivien vor.[22]
    - Ribes trilobum Meyen: Sie kommt in Chile vor.[22]

  - Sektion Parilla:
    - Ribes magellanicum Poir.: Sie kommt in Argentinien und in Chile vor.[22]
    - Ribes punctatum Ruiz & Pav.: Sie kommt in Argentinien und in Chile vor.[22]
    - Ribes valdivianum Phil.: Sie kommt in Argentinien und in Chile vor.[22]
- Untergattung Ribes
  - Sektion Botrycarpum:
    - Kanadische Johannisbeere (Ribes americanum Mill.), Heimat: Kanada, USA
    - Ribes bracteosum Douglas, Heimat: Alaska, Kanada, USA
    - Ribes dikuscha Fisch. ex Turcz. (Syn.: Ribes appendiculatum Krylov): Sie kommt in Sibirien und in Russlands Fernem Osten vor.[22]
    - Ribes fragrans Pall. (Syn.: Ribes graveolens Bunge): Sie kommt in der Mongolei, in Sibirien und in Russlands Fernem Osten vor.[22]
    - Ribes ×fuscescens (Jancz.) Jancz. (= Ribes bracteosum × Ribes nigrum, Syn.: Ribes bracteosum var. fuscescens Jancz.): Sie ist nur aus Kultur bekannt.[22]
    - Ribes hudsonianum Richardson: Sie kommt in zwei Varietäten in Kanada und in den Vereinigten Staaten vor.[22]
    - Ribes janczewskii Pojark.: Sie kommt in Kasachstan, Kirgisistan und Tadschikistan vor.[22]
    - Ribes japonicum Maxim.: Sie kommt auf den japanischen Inseln Honshu, Hokkaido und Shikoku vor.[22]
    - Schwarze Johannisbeere (Ribes nigrum L.): Sie ist in Eurasien verbreitet.
    - Ribes pauciflorum Turcz. ex Pojark.: Sie kommt in China, in Sibirien und in Russlands Fernem Osten vor.[22]
    - Ribes procumbens Pall.: Sie kommt in Sibirien, in China, in der Mongolei und in Russlands Fernem Osten vor.[22]
    - Ribes turbinatum Pojark.: Sie kommt im Altai und in Kasachstan vor.[22]
    - Ribes ussuriense Jancz.: Sie kommt in der chinesischen Provinz Jilin, in Nordkorea und in der Region Primorje vor.[22]
    - Ribes viburnifolium A.Gray: Sie kommt in Kalifornien und im mexikanischen Bundesstaat Baja California vor.

  - Sektion Calobotrya:
    - Ribes acerifolium Howell (Syn.: Ribes howellii Greene): Sie kommt in British Columbia, in Washington, Oregon und Idaho vor.[22]
    - Ribes ×bethmontii Jancz. (= Ribes malvaceum × Ribes sanguineum)
    - Ribes ciliatum Humb. & Bonpl. ex Schult.: Sie kommt in Mexiko, in Guatemala und in Costa Rica vor.[22]
    - Ribes indecorum Eastw.[22]
    - Ribes malvaceum Sm.: Sie kommt in Kalifornien und im nördlichen Mexiko vor.[22]
    - Ribes neglectum Rose: Sie kommt im mexikanischen Bundesstaat San Luis Potosí vor.[22]
    - Ribes nevadense Kellogg: Sie kommt in Kalifornien, Nevada und Oregon vor.[22]
    - Blut-Johannisbeere (Ribes sanguineum Pursh), Heimat: Kanada, USA
    - Ribes viscosissimum Pursh (Syn.: Ribes hallii Jancz.): Sie kommt im westlichen Kanada und in den westlichen Vereinigten Staaten vor.[22]
    - Ribes wolfii Rothr. (Syn.: Ribes mogollonicum Greene): Sie kommt in den US-Bundesstaaten Washington, Oregon, Idaho, Utah, Colorado, New Mexico und Arizona vor.[22]

  - Sektion Cerophyllum:
    - Wüsten-Johannisbeere (Ribes cereum Douglas), Heimat: Kanada, USA
    - Ribes mescalerium Coville: Sie kommt in Texas, in New Mexico und im mexikanischen Bundesstaat Chihuahua vor.[22]

  - Sektion Fargesia
  - Sektion Heritiera:
    - Ribes erythrocarpum Coville & Leiberg: Sie kommt in Oregon vor.[22]
    - Stinktier-Johannisbeere (Ribes glandulosum Weber; Syn.: Ribes prostratum L'Hér.), Heimat: Alaska, Kanada, USA
    - Ribes laxiflorum Pursh (Syn.: Ribes affine Douglas ex Bong., Ribes coloradense Coville): Sie kommt in den westlichen Vereinigten Staaten, im westlichen Kanada und in Russland vor.[22]
    - Ribes sachalinense (F.Schmidt) Nakai: Sie kommt in Japan und in Sachalin vor.[22]

  - Sektion Microsperma:
    - Ribes ambiguum Maxim.: Sie kommt in Japan und in Sichuan vor.[22]

  - Sektion Ribes:
    - Ribes altissimum Turcz. ex Pojark.: Sie kommt in China, in der Mongolei und in Russlands Fernem Osten vor. Sie wird von manchen Autoren auch als Varietät Ribes petraeum var. altissimum (Turcz. ex Pojark.) Jancz. angesehen.[22]
    - Ribes ×futurum Jancz. (= Ribes rubrum × Ribes warszewiczii)
    - Ribes griffithii Hook. f. & Thomson: Sie kommt in Sikkim, Nepal, Bhutan, Tibet und in den chinesischen Provinzen Sichuan sowie Yunnan vor.[22]
    - Ribes himalense Royle ex Decne.: Sie kommt in Pakistan, Indien, Nepal, Bhutan und in China vor.[22]
    - Ribes ×holosericeum Otto & A.Dietr. (= Ribes petraeum × Ribes spicatum)
    - Ribes ×koehneanum Jancz. (= Ribes multiflorum × Ribes rubrum)
    - Ribes latifolium Jancz.: Sie kommt in Japan, in Russlands Fernem Osten und in der chinesischen Provinz Jilin vor.[22]
    - Ribes longeracemosum Franch.: Sie kommt in mehreren Varietäten in China vor.[22]
    - Ribes mandshuricum (Maxim.) Kom.: Sie kommt in China, in Nordkorea und in Russlands Fernem Osten vor.[22]
    - Ribes meyeri Maxim.: Sie kommt in Zentralasien, im westlichen Sibirien, in der Mongolei und in der chinesischen Provinz Xinjiang vor.[22]
    - Ribes moupinense Franch.: Sie kommt in China in den Provinzen Anhui, Hubei, Gansu, Guizhou, Shaanxi, Sichuan und Yunnan vor.[22]
    - Troddel-Johannisbeere (Ribes multiflorum Kit. ex Schult.), Heimat: Sardinien, Italien, Kroatien, früheres Jugoslawien, Griechenland, Bulgarien
    - Ribes palczewskii (Jancz.) Pojark.: Sie kommt in China, in Sibirien und in Russlands Fernem Osten vor. Sie wird auch von manchen Autoren als Unterart Ribes spicatum subsp. palczewskii (Jancz.) Malyschev zu Ribes spicatum gestellt.[22]
    - Ribes pallidiflorum Pojark.: Sie kommt in Russlands Fernem Osten und in Nordkorea vor.[22]
    - Felsen-Johannisbeere (Ribes petraeum Wulf.): Sie kommt in mehreren Varietäten in Europa, Asien und Nordwestafrika vor.[22]
    - Rote Johannisbeere (Ribes rubrum L.), Heimat: Europa
    - Ährige Johannisbeere (Ribes spicatum E.Robson, Syn.: Ribes warszewiczii Jancz.), Heimat: Europa, Sibirien, Mandschurei
    - Ribes triste Pall.: Sie kommt in China, Japan, Korea, in Sibirien, in Russlands Fernem Osten, in Kanada und in den Vereinigten Staaten vor.[22]

  - Sektion Symphocalyx
    - Gold-Johannisbeere (Ribes aureum Pursh, Syn.: Ribes odoratum H.L.Wendl. = Wohlriechende Johannisbeere), Heimat: Kanada, USA

Weltweit umfasst die Gattung etwa 140 bis 160 Arten. Hauptverbreitungsgebiet sind die gemäßigten Klimagebiete der Nordhalbkugel, aber auch in den Anden gibt es einige Arten. In der Volksrepublik China kommen 59 Arten vor, davon 25 nur dort. 53 Arten kommen in Nordamerika vor. Dagegen sind nur wenige Arten in Südamerika beheimatet.
Gärtnerische Züchtungen:
- Jostabeere, Josta- oder Jochelbeere (Ribes ×nidigrolaria Rud.Bauer & A.Bauer): Es ist eine gärtnerische Kreuzung (Hybride) aus Ribes nigrum × Ribes divaricatum × Ribes uva-crispa.
- Kulturstachelbeeren sind aus den beiden Arten Ribes uva-crispa und Ribes hirtellum hervorgegangen.

## Nutzung

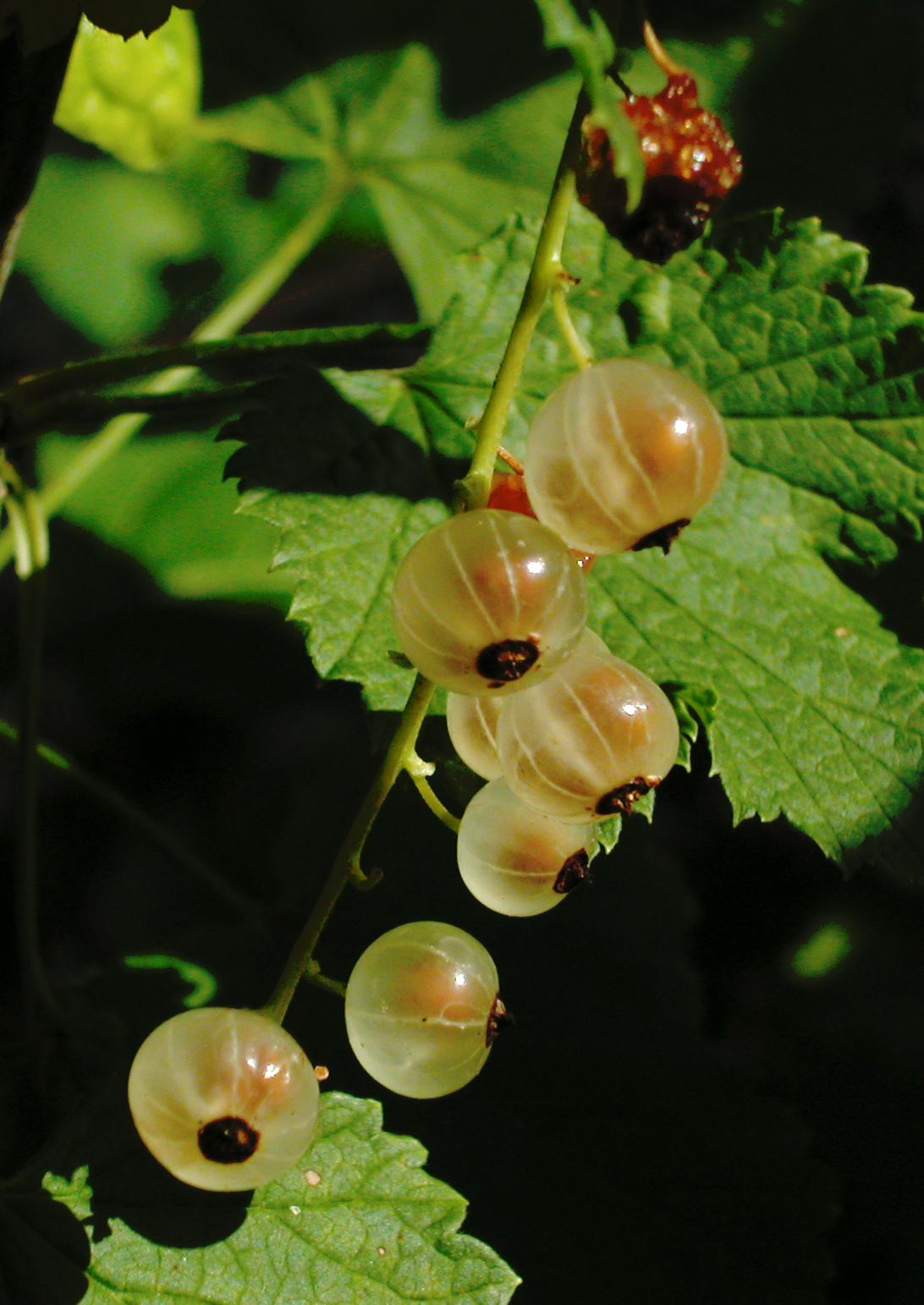
Fruchtstand der Weißen Johannisbeere

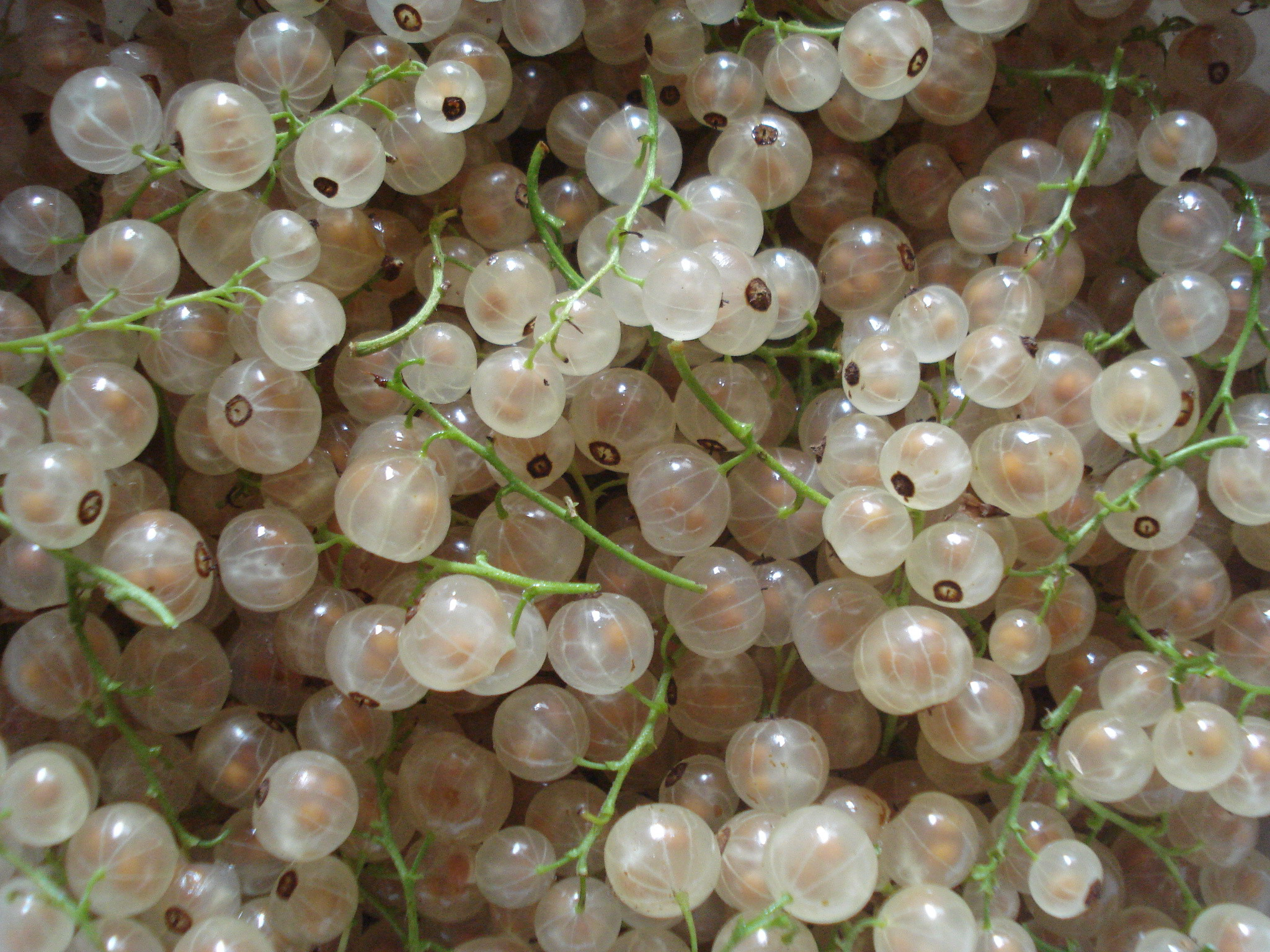
Weiße Johannisbeeren

Einzelne Ribes-Arten werden als Obststräucher, Zierpflanzen und zur Herstellung von Parfüm genutzt:
- Als Obst werden die Früchte der Roten Johannisbeere (mit roten und weißen Sorten), der Schwarzen Johannisbeere und der Stachelbeere verwendet. Durch Kreuzung der Schwarzen Johannisbeere mit der Stachelbeere wurde die Jostabeere gezüchtet.

- Die Blüten der Schwarzen Johannisbeere werden zur Parfümherstellung verwendet.

- Insbesondere Sorten der Alpen-Johannisbeere, der Gold-Johannisbeere und der Blut-Johannisbeere sind Zierpflanzen in Parks und Gärten, die sowohl einzeln als auch als Hecke gepflanzt werden.

## Weiterführende Literatur
- Claude-Antoine Thory: Monographie; ou, Histoire naturelle du genre groseillier: contenant la description, l'histoire, la culture et les usages de toutes les groseilles connues ..., Verlag P. Dufart, 1829: PDF bei Google-Books, Google-Books Online.
- L. M. Donoghue & M. J. Donoghue: Molecular phylogeny and biogeography of Ribes (Grossulariaceae), with an emphasis on gooseberries (subg. Grossularia), in Syst. Bot. 29, 2004, 77–96.